# Pinotepa de Don Luis
Pinotepa de Don Luis è un comune del Messico, situato nello stato di Oaxaca.